# 盧向逵
盧向逵（6月12日—）是台灣的漫畫家，又名盧彥合。出生於苗栗。血型O型，星座雙子座。
代表作為《籃球小將八吉圖馬》。

## 經歷
- 原為漫畫家助手，因見到東立《寶島少年》徵才廣告而參加徵稿並獲得機會於《動感》半月刊開始連載四格漫畫《小魚兒》而正式出道。
- 曾以《學妹.com》於《寶島少年》上連載。2003年，以長篇漫畫《籃球小將八吉圖馬》於復刊後《龍少年》開始連載。
- 2005年7月開始擔任option改裝車訊內頁彩色連載漫畫。(漫畫連載共17回)。
- 2006年5月開始擔任option改裝車訊雜誌封面的靚車插畫(共24期)。
- 2007年5月-2014年11月於瘋機車雜誌連載內頁彩色漫畫及插畫(漫畫連載共70回)。
- 期間並曾為為NBA傳奇球星來台表演賽繪製專屬Q版人型看板、SBL超級籃球聯賽中的球星製作插畫,
- 期間並曾為HOOP美國職籃等雜誌繪製內頁專屬彩色插畫單元。
- 2013年9月開始創立經營超跑畫室專門繪製汽機車及人像精細插畫網站。
- 2017年接單方式以經營instagram與facebook汽機車社團發文為主。

## 作品一覽

### 四格漫畫
- 小魚兒

### 長篇漫畫
- 純愛講義（使用盧彥合）
- 學妹.com
- 籃球小將八吉圖馬

### 單行本
- 純愛講義（全1集）
- 學妹.com（全1集）
- 籃球小將八吉圖馬（全2集）

## 外部連結
- 漫畫家盧向逵介紹 （页面存档备份，存于）
- Instagramn搜尋 小盧(@love_vr46art)